# Tomàs de Montagut i Estragués
Tomàs de Montagut i Estragués (Campelles, 1952) és un historiador del dret català, acadèmic de l'Acadèmia de Bones Lletres de Barcelona.

## Biografia
El 1975 es va llicenciar en dret i el 1977 en filosofia i lletres (història medieval) per la Universitat de Barcelona. Va ampliar estudis de dret comparat a la Universitat d'Estrasburg i a l'Institut d'Història Econòmica "Francesco Datini" de Prato, i ha estat professor visitant a la School of Law de la Universitat de Califòrnia a Los Angeles. Després es va doctorar amb un excel·lent cum laude amb la tesi El mestre Racional a la Corona d'Aragó (1283-1419), dirigida per Josep Maria Font i Rius.
El 1976 fou contractat com a professor ajudant d'història del dret a la Universitat de Barcelona, el 1982 com a professor adjunt i el 1984 com a professor titular. El 1991 guanyà la càtedra d'història del dret a la Universitat de Santiago de Compostel·la i el 1993 a la Universitat Pompeu Fabra.
Ha publicat llibres i articles sobre la història de les institucions polítiques i financeres de Catalunya i de la Corona d'Aragó, la història de la recepció del ius commune a Catalunya i la història i doctrines dels juristes catalans.
De 2000 a 2009 ha estat director del Departament de Dret, secretari general i vicerector de la Universitat Pompeu Fabra. Des del 2001 és membre numerari de l'Institut d'Estudis Catalans (Secció Històrico-Arqueològica), des del 2007 membre corresponent de la Reial Acadèmia de Córdoba de Buenas Letras, Bellas Artes y Nobles Ciencias i des del 2014 de l'Acadèmia de Bones Lletres de Barcelona.

## Obres
- Una compilació del dret especial de Barcelona a la baixa Edat Mitjana: discurs de recepció de Tomàs de Montagut Estragués com a membre numerari de la Secció Històrico-Arqueològica, llegit el dia 16 de juny de 2004 Barcelona : Institut d'Estudis Catalans, 2004. ISBN 84-7283-730-0
- Història del dret espanyol amb Carles J. Maluquer de Motes i Bernet, Universitat Oberta de Catalunya, 1998. ISBN 84-8318-228-9
- Les institucions fiscalitzadores de la Generalitat de Catalunya: (des dels seus orígens fins a la reforma de 1413) Barcelona : Sindicatura de Comptes de Catalunya, 1996. ISBN 84-393-4154-7